# Marktl
Marktl är en kommun (Markt) och ort i Landkreis Altötting i Regierungsbezirk Oberbayern i förbundslandet Bayern i Tyskland. Folkmängden uppgår till cirka 2 800 invånare. Kommunen ingår i kommunalförbundet Marktl tillsammans med kommunen Stammham.
Påven Benedictus XVI, född Joseph Ratzinger, föddes i Marktl. 13 juli 1997 utsågs han till hedersmedborgare i köpingen. Efter att han valts till påve den 15 april 2005 ökade antalet besökare i Marktl markant. Både turister och media kommer dit för att se huset där han föddes. Det finns en skylt uppsatt vid huset som visar var det är. Den sattes dock upp redan under hans tid som kardinal.